# Putterlickia retrospinosa
Putterlickia retrospinosa är en benvedsväxtart som beskrevs av A.E. van Wyk och S.C. Mostert. Putterlickia retrospinosa ingår i släktet Putterlickia och familjen Celastraceae. Inga underarter finns listade.